# Björnvaktaren
Björnvaktaren (Bootes på latin - uttalas Bo-otes, med två separata o:n och betoningen på det andra av dem) är en stjärnbild, som är synlig på norra halvklotet under våren och sommaren.
Den är en av de 88 moderna stjärnbilderna som erkänns av den Internationella astronomiska unionen.

## Historik
Björnvaktaren var en av de 48 konstellationerna, som listades av den antike astronomen Ptolemaios i sitt samlingsverk Almagest. 

## Mytologi
I en av många myter kring denna stjärnbild berättas det, att Zeus och hans älskarinna Callisto fick en son, Arcas, som växte upp till att bli en stor jägare.
Zeus hustru Hera hämnades sin makes otrohet genom att förvandla Callisto till en björn, och för att skydda Callisto från att bli dödad av sin son, så placerades både Callisto och Arcas på himlavalvet, där Callisto blev Stora björn och Arcas blev Björnvaktaren. Ibland är det dock i stället Lilla björn, som föreställer Arcas. 
Det latinska namnet "Bootes" har emellertid ingenting med björnar att göra, utan betyder "oxdrivaren" (d.v.s. "han som plöjer"), och enligt en myt ska Björnvaktaren ursprungligen ha varit Ikarios, en bonde som av guden Dionysos lärde sig att tillverka vin.

## Stjärnor

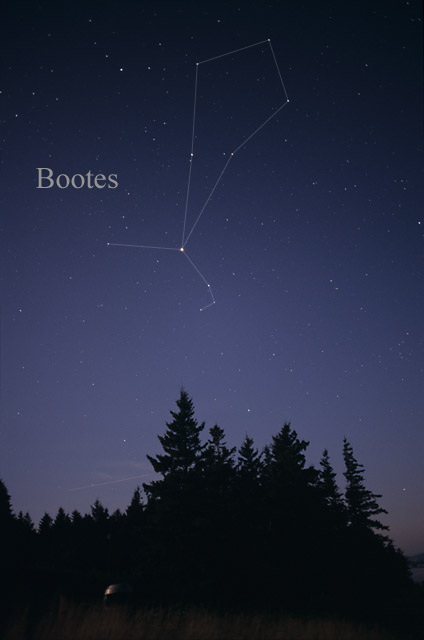
Stjärnbilden Björnvaktaren (Bootes) som den kan ses med blotta ögat.

Alla stjärnor i konstellationen är ganska ljussvaga, utom Arcturus, som är norra stjärnhimlens ljusstarkaste stjärna.
- α - Arcturus (Alfa Bootis) är en orange jätte, den tredje ljusstarkaste stjärnan på natthimlen totalt, med en magnitud av -0,05. Den listas emellertid ofta på fjärdeplats, eftersom Alfa Centauri är en dubbelstjärna vars kombinerade ljusstyrka når -0,27. Arcturus är grekiska och betyder just ”björnens väktare”.
- ε - Izar (Epsilon Bootis) är en dubbelstjärna som ibland även kallas Pulcherrima, vilket är latin för ”den älskvärda”. Huvudstjärnan är en orange jätte av magnitud 2,37 och följeslagaren är en vit stjärna av magnitud ,12.
- η - Muphrid (Eta Bootis) är en gul underjätte av magnitud 2,68 och befinner sig endast 3,24 ljusår från Arcturus. Den kallas också Saak.
- γ - Seginus, (Gamma Bootis) är en vit jätte och Delta Scuti-variabel som varierar i magnitud 3,02 – 3,07.
- δ - Delta Bootis (Princeps) är en dubbelstjärna där huvudstjärnan är en gul jätte av magnitud 3.48 och följeslagaren är en gul stjärna av magnitud 7.81.
- β - Nekkar (Beta Bootis) är en gul jätte och en flarestjärna av magnitud 3,49. Den kallas ibland också Meres.
- ρ - Rho Bootis är en orange jätte av magnitud 3,57.
- ζ - Zeta Bootis är en dubbelstjärna med två vita jättar av magnitud 4,43 och 4,84, vilket ger en sammanlagd magnitud av 3.78.
- υ - Ypsilon Bootis är en gul jätte av magnitud 4,05.

Björnvaktarens "Klubba" består av de svagare stjärnorna:
- θ - Asellus Primus (Theta Bootis) är en gulvit stjärna av magnitud 4,04.
- λ - Lambda Bootis är en vit stjärna av magnitud 4,18, som bildar prototyp för en sällsynt grupp av metallfattiga stjärnor, Lambda Bootis-stjärnor.
- κ - Asellus Tertius (Kappa Bootis) är en dubbelstjärna där huvudstjärnan är en gulvit stjärna av magnitud 4,53 och följeslagaren är en vit underjätte och Delta Scuti-variabel av magnitud 4,50-4,58.
- μ - Alkalurops (My Bootis) är en trippelstjärna.

## Djuprymdsobjekt

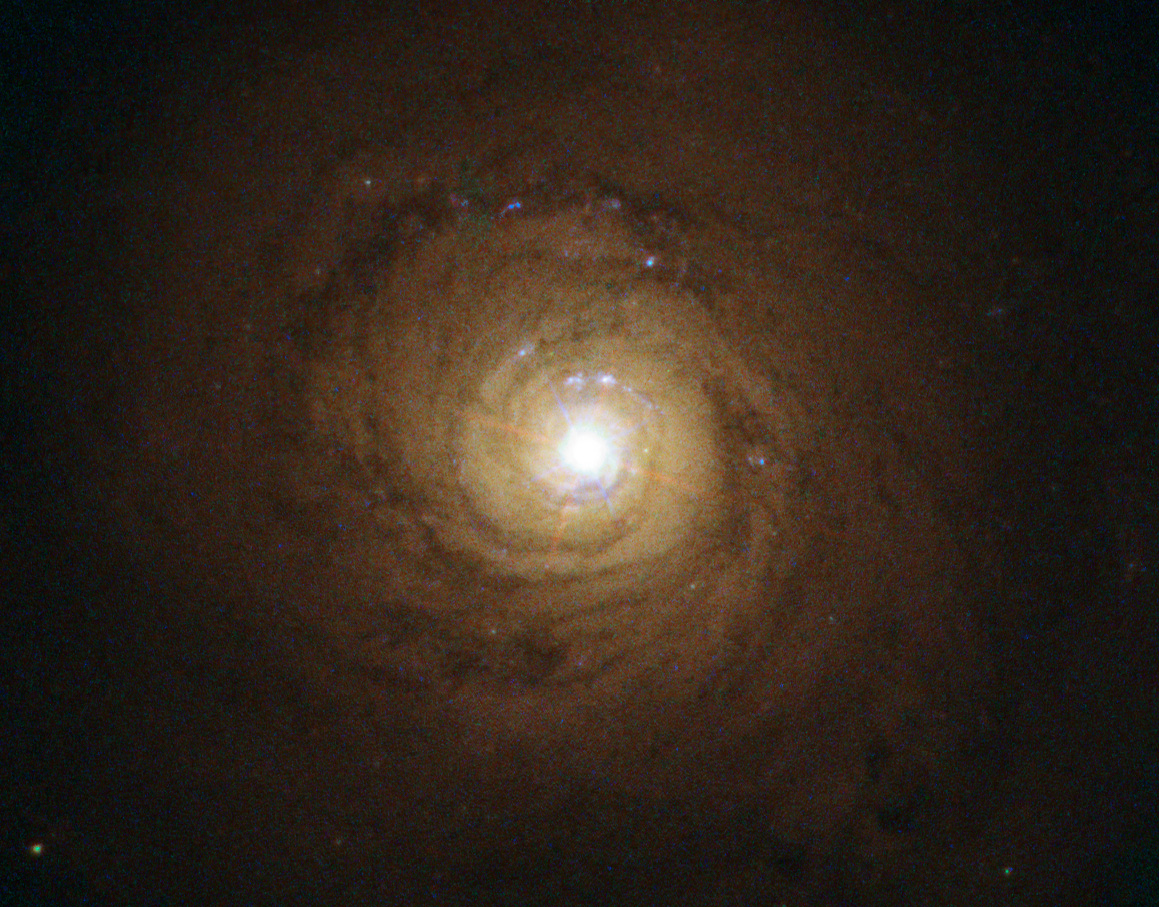
Seyfertgalaxen NGC 5548 sedd av Hubbleteleskopet.

Björnvaktaren är vänd bort från Vintergatans plan, varför den inte har så många stjärnhopar eller nebulosor. Den har däremot många ljussvaga galaxer.

### Stjärnhopar
- NGC 5466 är en klotformig stjärnhop. Den ligger på ett avstånd av 52800 ljusår varför dess ljusstyrka bara är magnitud 9,2.

### Galaxer
- NGC 5248 (Caldwell 45) är spiralgalax av magnitud 10,3.
- NGC 5676 är en spiralgalax av magnitud 11,2.
- NGC 5698 är en spiralgalax av magnitud 13,0 där supernovan SN 2005bc observerades.

## Landskapsstjärnbild
Björnvaktaren är Jämtlands landskapsstjärnbild.